# Braguni
Braguni (en rus: Брагуны) és un poble de la república de Txetxènia, a Rússia, segons el cens del 2022 tenia 3.588 habitants.